# Jabrelhas
Jabrelhas las Bòrdas (en francès Jabreilles-les-Bordes) és un municipi francès situat al departament de l'Alta Viena i a la regió de la Nova Aquitània.

## Demografia
| 1962                                       | 1968 | 1975 | 1982 | 1990 | 1999 | 2007 |
| ------------------------------------------ | ---- | ---- | ---- | ---- | ---- | ---- |
| 189                                        | 273  | 250  | 211  | 203  | 229  | 263  |
| Des de 1962: població sense dobles comptes |      |      |      |      |      |      |

## Administració
| Període   | Identitat     | Partit |
| --------- | ------------- | ------ |
| 2001-2008 | Bertrand Lévi |        |
| 2008-     | Vincent Carré |        |